# Arctosa tridens
Arctosa tridens este o specie de păianjeni din genul Arctosa, familia Lycosidae. A fost descrisă pentru prima dată de Simon, 1937.
Este endemică în Algeria. Conform Catalogue of Life specia Arctosa tridens nu are subspecii cunoscute.